# Regolazione allosterica
In biochimica la regolazione allosterica è la regolazione di una proteina mediata da una molecola detta effettore, che svolge tale funzione legandosi presso il sito allosterico. Il termine allosteria deriva dal greco allos, cioè "altro", e stereos, "struttura, solido", in riferimento alla separazione del sito allosterico di una proteina dal suo sito attivo.  
Le macromolecole sottoposte a regolazione allosterica presentano solitamente una struttura quaternaria e, su ogni subunità, presentano un sito allosterico. Il legame dell'effettore presso tali siti è in grado di modificare leggermente la struttura terziaria della proteina e quindi di variare la sua affinità per il ligando (substrato nel caso di un enzima) consentendo di incrementare o di ridurre l'attività (catalitica nel caso di un enzima) a seconda delle esigenze della cellula.
Gli effettori che intensificano l'attivazione della proteina vengono detti attivatori allosterici, quelli che al contrario diminuiscono l'attivazione della proteina sono gli inibitori allosterici.
Un enzima dotato di siti allosterici è detto enzima allosterico e il legame che lo unisce all'effettore (o modulatore allosterico) è reversibile, non covalente: esso consente all'enzima di passare dalla forma inattiva a quella attiva. Questi enzimi non seguono la cinetica di Michaelis-Menten: essi infatti hanno curve di velocità con andamento sigmoide, che riflette la presenza di interazioni cooperative tra le diverse subunità dell'enzima stesso. Gli effettori allosterici non modificano la velocità massima, mentre modificano la km (costante di Michaelis), riducendola in caso di effettore positivo o aumentandola, se l'effettore è negativo.
In ogni via metabolica, dato che deve rispondere al contesto cellulare, una o più reazioni sono catalizzate da enzimi regolatori, i quali possono essere enzimi allosterici oppure enzimi modulati tramite modificazioni covalenti (ad esempio fosforilazione), ed i due tipi di regolazione possono anche coesistere nello stesso enzima.
Gli enzimi allosterici generalmente sono più grandi e complessi rispetto agli enzimi non allosterici e, solitamente, nei sistemi multienzimatici, il primo enzima della via metabolica è proprio un enzima allosterico. A volte la regolazione allosterica può fungere da controllo retroattivo (a feedback negativo) quando l'effettore allosterico inibitore è rappresentato dal prodotto della reazione enzimatica.
Esempi di enzimi allosterici sono la glicogeno fosforilasi e la protein chinasi A, mentre un esempio classico e molto importante di proteina allosterica che non è un enzima è l'emoglobina.

## Allosteria omotropica e eterotropica
Quando l'effettore di una proteina è diverso dal suo substrato si parla di allosteria eterotropica, quando coincide si parla di allosteria omotropica. Un modulatore allosterico omotropico è tipicamente un attivatore, un modulatore allosterico eterotropico può essere un attivatore o un inibitore (vedi: inibitore enzimatico). Le molecole regolatrici possono essere rappresentate dal prodotto dell'enzima e fungere in genere da modulatore negativo (inibizione enzimatica retroattiva da prodotto finale).
Il legame cooperativo è un tipo di legame allosterico che si riscontra in molte proteine multimeriche. Il legame cooperativo può dare origine a cooperatività positiva quando aumenta l'affinità delle altre subunità dell'enzima per il substrato e cooperatività negativa quando la diminuisce.
Archibald Hill nel 1910 studiò il legame cooperativo tra ossigeno ed emoglobina Eme descrivendo quantitativamente il fenomeno. Il coefficiente di Hill è la pendenza della curva del grafico di Hill che si ricava dall'equazione di Hill ed è un indice del grado di cooperatività della proteina.

## Modelli di regolazione allosterica in proteine multimeriche

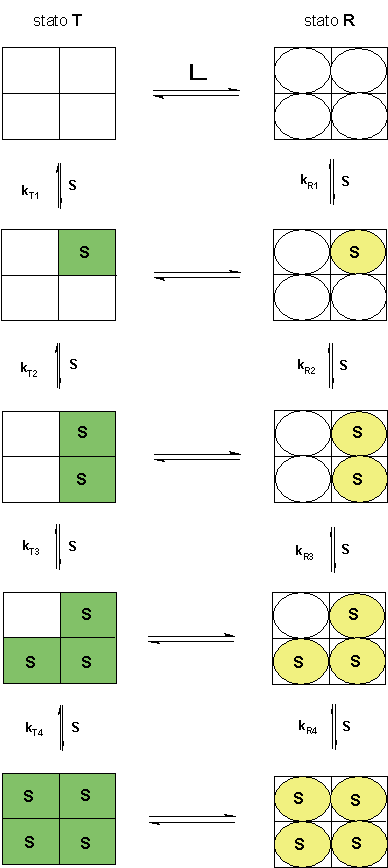
Il modello d'insieme

Una parte degli effetti allosterici nelle proteine multimeriche può essere spiegata sia dal modello simmetrico o d'insieme o concertato o MWC proposto da Jacques Monod, Jeffries Wyman e Jean-Pierre Changeux nel 1965, sia da quello sequenziale descritto da Daniel Koshland e dai suoi collaboratori George Némethy e David Filmer nel 1966. Entrambi ipotizzano che le subunità di un enzima esistano in una delle due conformazioni, Tesa (T) o Rilassata (R), e che le subunità rilassate leghino i substrati molto più prontamente di quelle nello stato teso. I due modelli differiscono soprattutto per le affermazioni sull'interazione tra subunità.

### Modello simmetrico (o d'insieme o concertato o MWC)
Il modello simmetrico dell'allosteria si basa sulle seguenti assunzioni:
- Le subunità enzimatiche esistono in due stati conformazionali definiti T ed R (Teso e Rilassato), in equilibrio tra di loro. Il legame di un ligando modifica l'equilibrio spostandolo verso la forma R.
- Il substrato può legare l'enzima sia che le subunità siano R, sia che siano T, sebbene l'affinità di legame sia diversa, R ha maggiore affinità, T minore.
- L'attacco del primo, del secondo ecc. ligando aumenta sempre più la probabilità che la proteina passi allo stato R.
- Se avviene un cambiamento di conformazione in un solo protomero, la stessa trasformazione è indotta negli altri in maniera concertata.
- Di conseguenza, la conformazione in una subunità è necessariamente la stessa di tutte le altre (tutte le subunità devono esistere nella stessa conformazione).
- L'assenza di qualsiasi ligando sposta l'equilibrio verso lo stato T, l'attacco di un ligando lo sposta verso R.

### Modello sequenziale o modello di Koshland, Nemethy Filmer

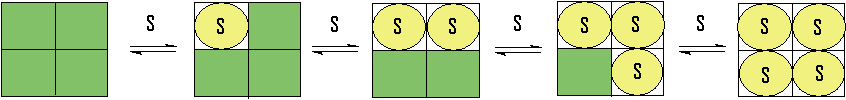
Il modello sequenziale

Il modello sequenziale della regolazione allosterica sostiene che le subunità non siano connesse in modo che un cambio di conformazione in una induca un'identica trasformazione nelle altre. Quindi le subunità dell'enzima non necessitano della stessa conformazione. Inoltre secondo il modello sequenziale le molecole del substrato si legano tramite un protocollo di adattamento indotto. In generale, quando una subunità collide casualmente con una molecola di substrato, il sito attivo forma una sacca attorno al suo substrato. Mentre un simile adattamento indotto converte una subunità dallo stato teso a quello rilassato, esso non propaga il cambiamento di conformazione alle subunità adiacenti, ma provoca soltanto una lieve alterazione nella loro struttura in modo che i loro siti leganti siano più recettivi per i substrati.
Per riassumere:
- le subunità non hanno bisogno di esistere nella stessa conformazione;
- le molecole di substrato vengono legate tramite adattamento indotto: il legame causa un cambiamento di conformazione della subunità dalla conformazione Tesa (T) a quella Rilassata (R);
- legare un substrato causa una maggiore affinità per il substrato nelle subunità adiacenti. Il modello simmetrico è infatti un caso limite del modello sequenziale.

## Attivazione allosterica

Un altro schema della transizione oxy-deoxy dell'emoglobina

L'attivazione allosterica, come nella reazione tra molecole di ossigeno ed emoglobina, avviene quando il legame di un substrato permette l'attrazione tra le molecole di substrato e altri siti di legame. Rispetto all'emoglobina, l'ossigeno è sia il substrato che l'effettore. Il sito allosterico è il sito attivo di una subunità contigua. Il legarsi dell'ossigeno ad una subunità induce un cambio conformazionale in quella subunità, che forza i restanti siti attivi accrescendo la loro affinità per ossigeno.
La regolazione allosterica permette una maggiore efficienza del trasporto di ossigeno ai tessuti, in quanto l'affinità dell'emoglobina per l'ossigeno risulta bassissima nei tessuti e molto elevata nei polmoni.

## Inibizione allosterica
L'inibizione allosterica ha luogo quando con il legame di un ligante decresce l'affinità per il substrato negli altri siti attivi. Ad esempio, quando il 2,3-DPG si lega a un sito allosterico sull'emoglobina, l'affinità per l'ossigeno di tutte le subunità decresce.